# Galtara extensa
Galtara extensa är en fjärilsart som beskrevs av Butler 1880. Galtara extensa ingår i släktet Galtara och familjen björnspinnare. Inga underarter finns listade i Catalogue of Life.